# Ebolowa
Ebolowa je glavno mesto Južne province Kameruna.
Leta 2001 je bilo prebivalstvo ocenjeno na 79.500. Samo mesto je bilo ustanovljeno že v času kolonizacije in je še danes pomembno kmetijsko središče; glavni pridelek je kakav. 
Slabe cestne povezave obstajajo do Mbalmayota, Sangmelime in Ambama.